# Південний Йоркшир
Південний Йоркшир (англ. South Yorkshire) — графство у північній частині Англії.
Населення 1,299,400 (Оцінка 2007  року)
Густота населення 837
Площа 1552

## Історія
Південний Йоркшир був утворений 1 квітня 1974 року в результаті виконання указу про місцеве самоврядування 1972 року, об'єднавши 32 колишніх району Дербішира, Ноттінгемшира і Західного Йоркшира з чотирма незалежними містами-графствами.
Під час Другої світової війни Йоркшир став важливою базою для командування королівських бомбардувальників.
Найзначніші поселення Південного Йоркшира зросли завдяки розвитку сталеливарної та видобувній промисловості, в свою чергу отримала розвиток завдяки значним родовищам вугілля на північному сході Південного Йоркшира.
Основу економіки сучасного Південного Йоркшира становить сфера послуг. Однак графство є одним з найменш благополучних європейських регіонів.
Південний Йоркшир володіє добре розвиненою транспортною мережею. Графство перетинають великі автостради.

## Спорт
Найпопулярніший спорт у Південному Йоркширі − футбол, представлений такими командами, як «Шеффілд Юнайтед», «Ротергем Юнайтед», «Донкастер Роверз». Другий за значимістю спорт − мотоспорт, представлений командою «Манор Мотоспорт».

## Видатні уродженці
У Південному Йоркширі народилися музикант Джо Кокер і математик Джордж Буль, винахідник булевої алгебри.
| Велика Британія | Це незавершена стаття з географії Великої Британії. Ви можете допомогти проєкту, виправивши або дописавши її. |